# Mushasha
Mushasha è una circoscrizione rurale (rural ward) della Tanzania situata nel distretto di Missenyi, regione del Kagera. Conta una popolazione di 5 083 abitanti (censimento 2012).